# Matteo Cotali
Matteo Cotali (Brescia, 22 aprile 1997) è un calciatore italiano, difensore del Modena.

## Carriera

### Club
Cresciuto calcisticamente nelle giovanili dell'Inter, nel 2015 viene ceduto in prestito al Cagliari, che lo aggrega al proprio settore giovanile. Il 4 gennaio 2016 viene riscattato a titolo definitivo dai sardi, che un mese dopo lo mandano in prestito all'Olbia, in Serie D.
Dopo tre stagioni e mezza con l'Olbia, con cui ha ottenuto anche una promozione in Lega Pro, nel luglio 2019 viene acquistato a titolo definitivo dal Chievo, in Serie B. Esordisce con i clivensi il 26 ottobre successivo, nell'incontro di campionato pareggiato per 1-1 sul campo del Cosenza.
Rimasto svincolato a seguito del fallimento della società veneta, il 4 agosto 2021 Cotali passa a titolo definitivo al Frosinone, sempre in Serie B, con cui firma un contratto biennale. Durante la stagione 2022-2023, contribuisce alla vittoria del campionato e al conseguente ritorno dei ciociari in Serie A.
Non avendo rinnovato il proprio contratto con il Frosinone, il 29 giugno 2023 Cotali viene ufficialmente ingaggiato a parametro zero dal Modena, sempre fra i cadetti, con cui firma un contratto triennale, con opzione per un'ulteriore stagione.

## Statistiche

### Presenze e reti nei club
Statistiche aggiornate al 13 maggio 2025.
| Stagione         | Squadra          | Campionato       | Campionato | Campionato | Coppe nazionali | Coppe nazionali | Coppe nazionali | Coppe continentali | Coppe continentali | Coppe continentali | Altre coppe | Altre coppe | Altre coppe | Totale | Totale |
| Stagione         | Squadra          | Comp             | Pres       | Reti       | Comp            | Pres            | Reti            | Comp               | Pres               | Reti               | Comp        | Pres        | Reti        | Pres   | Reti   |
| ---------------- | ---------------- | ---------------- | ---------- | ---------- | --------------- | --------------- | --------------- | ------------------ | ------------------ | ------------------ | ----------- | ----------- | ----------- | ------ | ------ |
| feb.-giu. 2016   | Olbia            | D                | 12+2       | 0          | CI-D            | -               | -               | -                  | -                  | -                  | -           | -           | -           | 14     | 0      |
| 2016-2017        | Olbia            | LP               | 35         | 0          | CI-LP           | 1               | 0               | -                  | -                  | -                  | -           | -           | -           | 36     | 0      |
| 2017-2018        | Olbia            | C                | 33         | 1          | CI-C            | 1               | 0               | -                  | -                  | -                  | -           | -           | -           | 34     | 1      |
| 2018-2019        | Olbia            | C                | 28         | 0          | CI-C            | 1               | 0               | -                  | -                  | -                  | -           | -           | -           | 29     | 0      |
| Totale Olbia     | Totale Olbia     | Totale Olbia     | 108+2      | 1          |                 | 3               | 0               |                    | -                  | -                  |             | -           | -           | 113    | 1      |
| 2019-2020        | Chievo           | B                | 9          | 0          | CI              | 0               | 0               | -                  | -                  | -                  | -           | -           | -           | 9      | 0      |
| 2020-2021        | Chievo           | B                | 13+1       | 0          | CI              | 1               | 0               | -                  | -                  | -                  | -           | -           | -           | 15     | 0      |
| Totale Chievo    | Totale Chievo    | Totale Chievo    | 22+1       | 0          |                 | 1               | 0               |                    | -                  | -                  |             | -           | -           | 24     | 0      |
| 2021-2022        | Frosinone        | B                | 31         | 0          | CI              | 0               | 0               | -                  | -                  | -                  | -           | -           | -           | 31     | 0      |
| 2022-2023        | Frosinone        | B                | 27         | 0          | CI              | 1               | 0               | -                  | -                  | -                  | -           | -           | -           | 28     | 0      |
| Totale Frosinone | Totale Frosinone | Totale Frosinone | 58         | 0          |                 | 1               | 0               |                    | -                  | -                  |             | -           | -           | 59     | 0      |
| 2023-2024        | Modena           | B                | 30         | 0          | CI              | 1               | 0               | -                  | -                  | -                  | -           | -           | -           | 31     | 0      |
| 2024-2025        | Modena           | B                | 30         | 1          | CI              | 1               | 0               | -                  | -                  | -                  | -           | -           | -           | 31     | 1      |
| Totale Modena    | Totale Modena    | Totale Modena    | 60         | 1          |                 | 2               | 0               |                    | -                  | -                  |             | -           | -           | 62     | 1      |
| Totale carriera  | Totale carriera  | Totale carriera  | 248+3      | 2          |                 | 7               | 0               |                    | -                  | -                  |             | -           | -           | 258    | 2      |

## Palmarès

### Club

#### Competizioni nazionali
- Campionato italiano di Serie B: 1

Frosinone: 2022-2023